# Société du Divin Sauveur
Pour les articles homonymes, voir SDS.
La Société du Divin Sauveur (S.D.S. ; en latin Societas Divini Salvatoris) constituent une congrégation cléricale enseignante et missionnaire de droit pontifical. 

## Historique
La congrégation est fondée par le prêtre allemand Jean Baptiste Jordan (1848-1918). En 1878, il s'installe à Rome pour étudier les langues orientales à l'université pontificale du Latran et, en 1880, il se rend en Palestine pour approfondir sa connaissance de l'arabe. Il mûrit ensuite la décision d'établir une congrégation missionnaire pour la défense et la propagation de la foi catholique parmi les non-chrétiens et reçoit les encouragements de Guglielmo Massaia. 
L'institut est fondé sous le nom de société apostolique d’instruction le 8 décembre 1881 dans l'église Sainte Brigitte à Rome. Une année plus tard, le nom est changé en société catholique d’instruction. La société est approuvée le 5 juin 1886 comme institut religieux de droit diocésain par Lucido Maria Parocchi, cardinal-vicaire du diocèse de Rome. La branche féminine des sœurs du Divin Sauveur est fondée à Tivoli en 1888 par Marie des Apôtres (1833 - 1907). 
En 1889, la préfecture apostolique d’Assam est confiée à la société du Divin Sauveur ; depuis l’Inde, les missionnaires se propagent en Chine et en Amérique du Nord. La première maison est ouverte à Tivoli en 1890 puis suivent des fondations en Autriche (1892), en Équateur (1893), en Suisse (1894), en Bohême et en Colombie (1895) ;  En 1894, le nom de la congrégation est changé en société du divin Sauveur. La première maison en Allemagne, pays d'origine des premiers religieux, n'est fondée qu'en 1915. 
L'institut obtient le décret de louange le 27 mai 1905, il est finalement approuvé par le Saint-Siège le 8 mars 1911 et ses constitutions religieuses sont approuvées définitivement le 20 mars 1922.

## Activités et diffusion
Les Salvatoriens se dédient à l'enseignement, aux soins des paroisses et des sanctuaires, à aider les travailleurs et leurs familles, aux missions populaires et ad gentes. 
Ils sont présents en : 
- Europe : Albanie, Allemagne, Autriche, Belgique, Biélorussie, Espagne, Hongrie, Irlande, Italie, Monténégro, Pologne, République tchèque, Roumanie, Royaume-Uni, Russie, Slovaquie, Suisse, Ukraine.
- Amérique : Brésil, Canada, Colombie, Équateur, États-Unis, Guatemala, Mexique, Suriname, Venezuela.
- Afrique : Cameroun, Comores, République démocratique du Congo, Mozambique, Tanzanie,
- Asie :  Inde, Philippines, Taïwan.
- Océanie : Australie.

La maison-mère se trouve à Rome.
Au 31 décembre 2008, l'institut comptait 156 maisons et 1170 religieux dont 824 prêtres.  

## Liste des supérieurs généraux
- François-Marie de la Croix (Johann Baptist Jordan) (1881-1915)
- Pankratius Pfeiffer (1915–1945)
- Facundus Peterek (1945–1947)
- Franz Emmenegger (1947–1953)
- Bonaventura Schweizer (1953–1965)
- Maurinus Rast (1965–1969)
- Earl Donald Skwor (1969–1975)
- Gerard Rogowski (1975–1987)
- Malachy McBride (1987–1993)
- Karl Hoffmann (1993–1999)
- Andrzej Urbański (1999–2013)
- Milton Zonta (2013–)

## Source
- (it) Cet article est partiellement ou en totalité issu de l’article de Wikipédia en italien intitulé « Società del Divin Salvatore » (voir la liste des auteurs).